# كلية طب ويسكونسن
كلية طب ويسكنسن (بالإنجليزية: Medical College of Wisconsin)‏ هي إحدى الكليات لتدريس الطب في الولايات المتحدة الأمريكية. تقع في مدينة ميلواكي في ولاية ويسكنسن الأمريكية. نوع الشهادة الطبية التي يتم تحصيلها هناك هي دكتور في الطب.